# 한덕 다섯 부자
한덕(韓德)과 그 아들 한영(韓瑛), 한요(韓瑤), 한경(韓瓊), 한기(韓琪)는 사서가 아닌 소설 《삼국지연의》에 등장하는 가공의 인물들이다. 제갈량의 제1차 북벌에 맞선 위나라 장수 하후무의 소집에 응했다가 봉명산 전투에서 조운에게 몰살당한다. 당한 순서는 한영 > 한기 > 한경 > 한요 > 한덕 순이다.

## 묘사

### 서량의 무인 부자
제92회에서만 출현한다. 제갈량의 제1차 북벌에 하후무가 그 상대를 자원해 장안에서 군세를 모은다. 이에 서량의 대장 한덕이 서강병 8만 명과 네 아들을 이끌고 참가해 선봉이 된다. 한덕은 개산대부(開山大斧)를 잘 다루고 홀로 만 명도 대적할 수 있는 만부부당(萬夫不當)의 용장이다. 장남 한영, 차남 한요, 삼남 한경, 사남 한기 또한 두루두루 무예에 정통하여 궁술과 마술이 뛰어나다.

### 한꺼번에 당한 네 아들
봉명산(鳳鳴山)에서 촉나라의 선봉인 조운군과 마주친다. 한덕의 도발에 조운이 창을 꼬나 쥐고 말달려 온다. 한영이 맞아 싸웠다가 3합이 안 되어 전사한다. 이번엔 한요가 칼을 휘두르며 맞붙는데 역시 감당하기 어렵다. 한경이 방천극을 꼬나 잡고 합세해도 조운의 창술은 흐트러지지 않는다. 한기마저 양구일월도(兩口日月刀)를 내두르며 가세해 삼형제가 조운을 에워싸서 합공한다. 잠시 뒤 한기가 조운의 창을 맞고 낙마하여 부장들이 급히 나와 구한다. 그리고 조운은 달아나기 시작한다. 한경이 재빨리 화살 세 발을 연달아 날린다. 조운이 모두 창으로 쳐 떨구니 한경은 말을 재촉해 추격하다가 도리어 조운이 쏜 화살이 얼굴에 적중하여 고꾸라진다. 곧바로 한요가 조운을 베려 한다. 조운은 창을 땅바닥에 던지며 공격을 피하고 한요를 생포한다.

### 슬픔에 잠긴 채 패주
조운이 다시 질주해온다. 한덕은 네 아들이 죄다 해를 입었다는 것에 간담이 찢어지도록 비통하여 먼저 진영 내로 들어갔다. 서강병들은 본디 조운의 명성을 알고 있었는데 나이 70줄에도 변함없는 그 영용함에 누구 하나 교봉하려 들지 않고 도망가기 급급하다. 조운이 필마단창(匹馬單鎗)으로 이리저리 휘저으니 무인지경에 들어간 것만 같다. 지난날 당양(當陽)에서 유선을 구출하던 모습이 떠오를 정도다. 촉병이 그 기세를 타고 등지의 지휘 하에 쇄도해온다. 한덕은 두 다리만으로 가까스로 도피하고 한요는 제갈량에게 압송된다.

### 보복을 위해 출격하지만
한덕이 패잔병을 인솔해 복귀한 후 하후무에게 곡하며 보고한다. 하후무가 직접 군대를 통솔해 나아간다. 하후무가 조운에게 덤비려 하자 한덕이 ‘네 아들을 모조리 죽인 원수에게 어찌 복수하지 않으리!’라며 달려 나간다. 3합이 되지 않아 한덕도 아들들과 같은 운명을 맞는다. 등지가 냉큼 총공세를 가해 위나라군은 10여 리를 후퇴한다.

## 참고 문헌
- 나관중 원저, 모종강 개찬, 《삼국지연의》